# Ardglass
Ardglass (iriska: Ard Glas) är ett kustsamhälle i distriktet Newry, Mourne and Down i grevskapet Down i Nordirland. Det iriska namnet Ard Glas betyder den gröna dalen. År 2001 hade Ardglass 1 668 invånare.
Under medeltiden var samhället viktig, speciellt för hamnen för att fiskarna skulle kunna åka ut med sina båtar och fiska. Det såg dock inte ut som att det blev någon struktur på hamnen före år 1812 då godsägaren William Ogilvie fick bygga ett hamnanlägg. Hamnen byggdes senare ut med en större pir och ett fyrtorn. Under en kraftig storm som inträffade år 1838 föll ena änden av piren av och fyrtornet landade ner i havet. Arbetet med en reparation höll på till 1885, och det är denna anläggning som finns där idag. Hamnen används än idag av många fiskare.
Ardglass har fyra tornhus från medeltiden, fler än någon annan ort i Irland. Detta är ett resultat av stadens betydande under senmedeltiden. Det finns även flera varuhus från 1400-talet. Det finns även andra betydande historiska platser i Ardglass, bland annat Jorddans slott, Kungens slott och Cowd slott som tillhör en ring av festningar som byggdes för att försvara hamnen.